# Strippingmetoden
Strippingmetoden är en träningsmetod och bygger på att då man kommer till slutet av ett set och är så slut att man inte klarar av en repetition till så behöver det inte betyda att muskeln är helt slut. Det betyder oftast bara att man inte klarar av att lyfta just den vikten. Om man då istället sänker belastningen en aning så klarar man av att utföra ytterligare ett par repetitioner. Sänker man därefter belastningen ytterligare kan man antagligen utföra ännu ett par repetitioner till. Detta kan upprepas tills muskeln inte klarar av att utföra rörelsen oavsett belastning. Meningen är alltså att inte ge muskeln någon tid för återhämtning utan att helt enkelt anstränga den maximalt. 
En liknande metod kallas Dropsetmetoden och fungerar exakt likadant, men med skillnaden att man minskar belastning efter ett bestämt antal reps istället för invänta uttröttning.
Observera att denna metod endast bör användas i slutet av en övning, eller i sista setet, och inte när muskeln är fräsch och stark. Se upp för överträning.